# 塚原嘉一
塚原 嘉一（つかはら かいち、1894年 - 1959年）は、愛知県東春日井郡小牧町春日寺（現在の小牧市）出身の実業家・政治家。小牧町長（1944年 - 1945年）。

## 概要
朝鮮・満州・中国などに毛織物を輸出した塚原毛織の創業者である。1935年（昭和10年）頃の塚原毛織は約500人もの従業員を抱える大工場だった。塚原毛織には若い女工が多かったことから、小牧高等女学校（現在の愛知県立小牧高等学校）の開校に力を注いだ。名鉄小牧線の開業、町村立組合春日井病院（現在の小牧市民病院）の開院などにも尽力している。

## 経歴
- 1894年（明治27年） - 出生。
- 1917年（大正6年） - 毛織物業の業界に入る。
- 1927年（昭和2年） - 小牧町会議員に就任。
- 1930年（昭和5年） - 丸嘉商店を設立。
- 1933年（昭和8年） - 塚原毛織第一工場が完成。
- 1934年（昭和9年） - 塚原邸が落成。
- 1942年（昭和17年） - 愛知2区から第21回衆議院議員総選挙に出馬したが落選。
- 1944年（昭和19年） - 小牧町長に就任。
- 1944年（昭和19年） - 塚原毛織が軍需工場に指定される。
- 戦後 - 公職追放となり[1]、のち追放解除となる。
- 1959年（昭和34年） - 死去。
- 2005年（平成17年） - 塚原邸が愛知県の近代化遺産に選定される。